# 西武ガス
西武ガス株式会社（せいぶガス）は、埼玉県飯能市に本社を置く、日本の都市ガス、プロパンガスを主力とするエネルギー販売会社である。

## 概要
飯能市、日高市の一部において都市ガス事業を展開している。また、飯能市と近隣市町村でプロパンガスの販売を展開している。
名称に「西武」こそついているものの西武グループとは関係ない。
都市ガスではあるが、東京ガスなど他社に比べて料金は高めである。

## 沿革
- 1961年（昭和36年）9月16日 - 西武瓦斯株式会社として設立[3]。
- 1996年（平成8年）3月 - 西武ガス株式会社に商号を変更[3]。